# Maren Günter
Maren Günter (27 luglio 1976) è un'ex sciatrice alpina tedesca.

## Biografia
La Günter, originaria di Baiersbronn, debuttò in campo internazionale in occasione dei Mondiali juniores di Monte Campione/Colere 1993; due anni dopo, nella rassegna iridata giovanile di Voss 1995, vinse la medaglia d'argento nella combinata. In Coppa del Mondo disputò 18 gare (la prima il 5 gennaio 1996 a Maribor in slalom gigante, l'ultima l'11 marzo 2000 a Sestriere nella medesima specialità), senza mai classificarsi; si ritirò al termine della stagione 2000-2001 e la sua ultima gara fu lo slalom speciale dei Campionati tedeschi 2001, disputato il 25 marzo a Garmisch-Partenkirchen e non completato dalla Günter. Non prese parte a rassegne olimpiche o iridate.

## Palmarès

### Mondiali juniores
- 1 medaglia:
  - 1 argento (combinata a Voss 1995)

### Coppa Europa
- Miglior piazzamento in classifica generale: 16ª nel 1999

### Campionati tedeschi
- 4 medaglie (dati dalla stagione 1994-1995):
  - 1 oro (slalom gigante nel 1999)
  - 2 argenti (supergigante nel 1999; slalom gigante nel 2000)
  - 1 bronzo (slalom speciale nel 2000)